# Alejandro Lerner y la magia
Alejandro Lerner y La Magia es el primer álbum de estudio de Alejandro Lerner, en el que está acompañado por su banda La Magia.
El material fue registrado en 1982 en los estudios Music Hall de Buenos Aires. Pese a que en un momento se había anunciado su salida por Sazam Records, debido a las diferencias existentes entre ese sello y la grabadora Music-Hall, el álbum finalmente es editado por la agencia La Corporación a través de Raviol Records.
Alejandro Lerner y La Magia consigue una buena repercusión, vendiendo unos 180.000 discos en la Argentina gracias a que algunas de sus canciones suenan mucho en las radios, como «Por un minuto de amor», «Nena neurótica», «La balanza del bien y del mal» y «Mil veces lloro» (esta última ya había sido grabada meses antes por Sandra Mihanovich en su disco Puerto Pollensa, que presentaba otras cuatro composiciones de Lerner).
A fines de 1982, Alejandro Lerner participa en el festival BARock.
El álbum es presentado en vivo en 1983 en el Estadio Obras.

## Lista de canciones
Todas las canciones escritas y compuestas por Alejandro Lerner. 
| N.º   | Título                          | Duración |  |
| 1.    | «Por un minuto de amor»         | 4:03     |  |
| 2.    | «Algunas frases»                | 3:21     |  |
| 3.    | «Transitoriamente»              | 4:02     |  |
| 4.    | «La balanza del bien y del mal» | 3:37     |  |
| 5.    | «El joven conejo»               | 3:50     |  |
| 6.    | «Nena neurótica»                | 5:19     |  |
| 7.    | «El increíble Isaac»            | 5:15     |  |
| 8.    | «Mil veces lloro»               | 5:00     |  |
| 9.    | «Habla el alma que hay en mí»   | 3:25     |  |
| 38:52 |                                 |          |  |

## Músicos
- Alejandro Lerner - voz y teclado.
- Luis Querol - batería.
- Oscar Kreimer - saxo y coros.
- Hernán Magliano - bajo y coros.
- Horacio Montesano - guitarra.
- Sandra Mihanovich - coros.
- Celeste Carballo - coros.[4]